# Свазіленд на літніх Олімпійських іграх 2008
Есватіні брав участь у Літніх Олімпійських іграх 2008 року в Пекіні (Китай), у восьмий раз за свою історію, але не завоював жодної медалі. Збірну країни представляли 2 жінки.